# Panther Westwinds

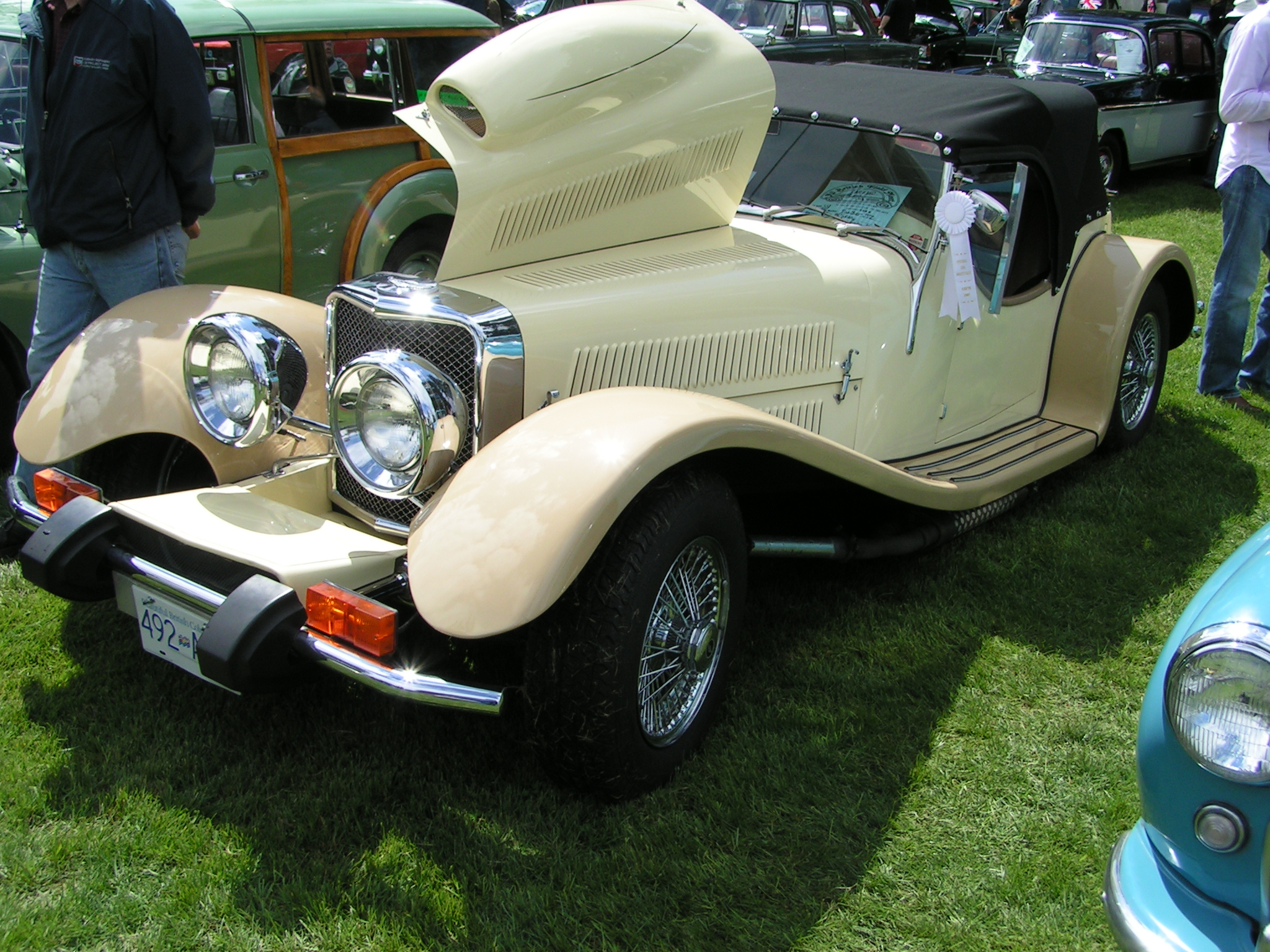
Una Panther J.72

Panther Westwinds Limited era una casa automobilistica inglese.  Nacque nel 1972 nei pressi di Londra per produrre auto di concezione moderna con una linea retrò. Il primo modello fu la Panther J.72 che replicava esteticamente la Jaguar SS100 dotandola di motorizzazioni moderne Jaguar di diverse cilindrate.
Il successo dell'idea fu notevole fino a culminare nella promessa dell'importatore statunitense che richiese 3.000 auto annuali. Questa situazione determinò anche l'inizio del declino della marca, in quanto la famiglia del fondatore ritenne di non finanziare l'investimento di 1.500.000 sterline necessarie per far fronte alla commessa, obbligandolo a cedere il controllo dell'80% delle azioni alla casa automobilistica coreana SsangYong Motor Company, che rilanciò la società inglese come Panther Car Company Limited).
La mentalità asiatica orientata ai grandi numeri, unita alla volontà di modificare prodotti e personale inglese, condusse nel 1984 verso l'ambizioso progetto di realizzare la costosa e complessa Panther Solo, una sportiva da 160 mph a 4 ruote motrici e con motore Ford Cosworth. Tali fattori portarono alla chiusura definitiva dell'azienda nel 1990.

## Modelli
- 1972-81 Panther J.72
- 1974-74 Panther Lazer
- 1974-85 Panther De Ville
- 1975-77 Panther Rio
- 1976-82 Panther Lima
- 1977-78 Panther 6
- 1982-90 Panther Kallista
- 1989-90 Panther Solo